# (6596) Bittner
(6596) Bittner es un asteroide perteneciente al cinturón de asteroides, región del sistema solar que se encuentra entre las órbitas de Marte y Júpiter.
Fue descubierto el 15 de noviembre de 1987 por Antonín Mrkos desde el Observatorio Kleť.

## Designación y nombre
Designado provisionalmente como 1987 VC1. Fue nombrado por Adam Bittner (1777-1844), el quinto director del observatorio Klementinum de Praga, introdujo en Praga una esfera de señales horarias que marcaba el instante del mediodía diariamente.

## Características orbitales
Bittner está situado a una distancia media del Sol de 2,588 ua, pudiendo alejarse hasta 2,800 ua y acercarse hasta 2,376 ua. Su excentricidad es 0,082 y la inclinación orbital 4,893 grados. Emplea 1520,73 días en completar una órbita alrededor del Sol.

## Características físicas
La magnitud absoluta de Bittner es 13,17. Tiene 6,912 km de diámetro y su albedo se estima en 0,147.